# 양양양수발전소
양양양수발전소(襄陽揚水發電所)는 강원도 양양군에 위치한 양수 발전소이다. 1996년에 착공하여 2006년 8월 31일에 완공되었으며 남대천으로부터 물을 모아 전기를 생산하며 250MW 발전기 4기가 설치되어 있다.